# 綠色垃圾
綠色垃圾（英語：Green waste），也稱為生物垃圾（英語：biological waste），是指任何可用於堆肥的有機垃圾。它通常來自園藝活動而產生的垃圾，例如草屑或是樹葉，以及家庭或是大型的廚房垃圾。但綠色垃圾不包括乾燥的樹葉及松針，或是乾草等，此類材料富含碳，被稱為“棕色垃圾”，而綠色垃圾則富含氮。綠色垃圾可用來提高堆肥過程的效率，添加到土壤中可達到養分循環的目的。

## 收集
通常綠色垃圾的收集是透過城市政府的路邊收集作業或經由私人經營的廢棄物管理公司執行。在許多社區已啟動綠色垃圾回收計劃（參見英國資源回收），此舉可把生物降解垃圾送往垃圾掩埋場的數量降低。相關單位會提供，或是社區自備堆肥用容器，用以容納植物和食物的殘餘，待內含物經作用分解後再定期將其清空。諸如此類的計劃讓社區積極參與，把綠色垃圾分解的行動，而降低送往當地或是區域性垃圾掩埋場的垃圾數量。 

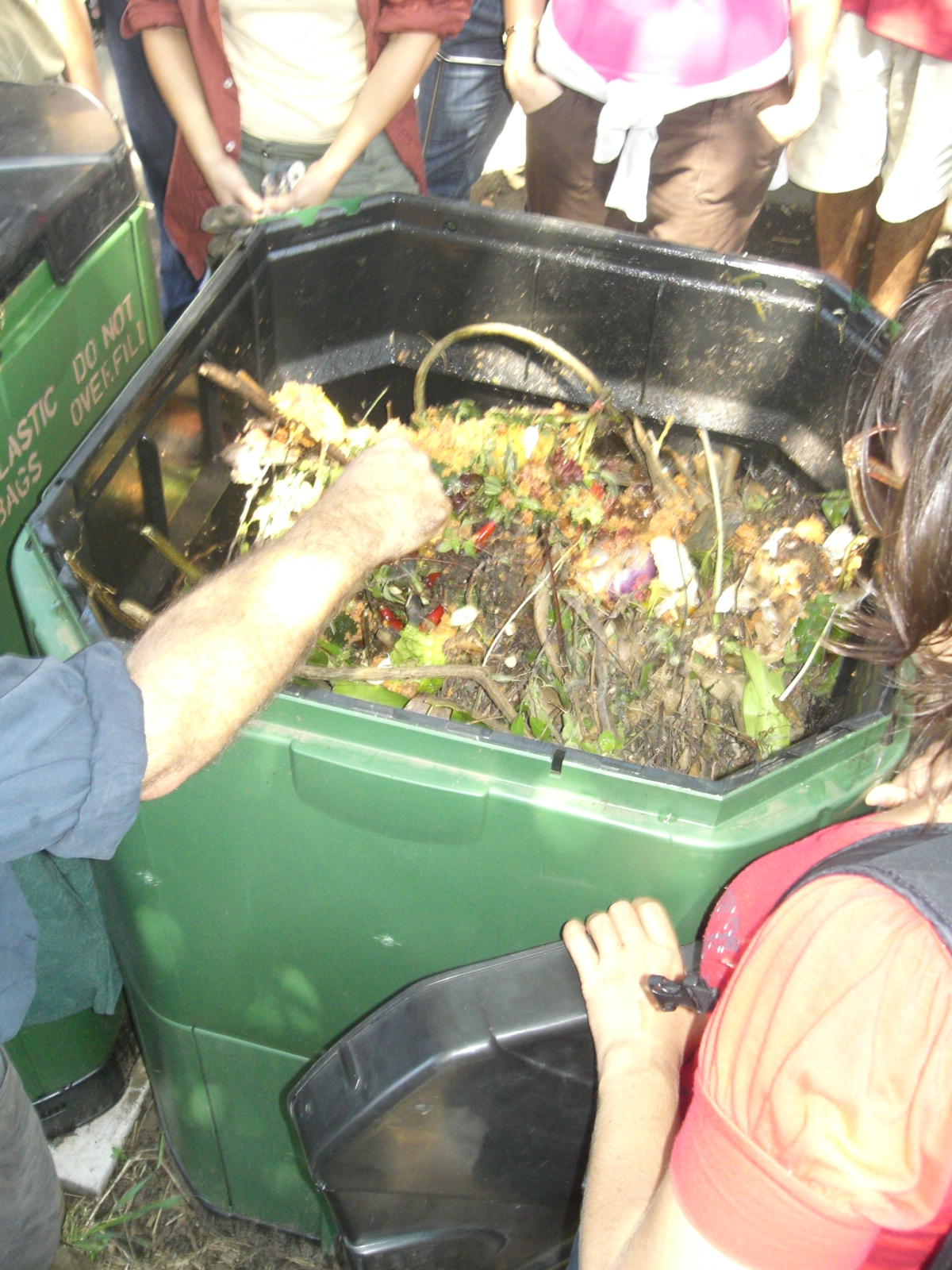
裝滿綠色垃圾（廚房垃圾和園藝活動剪下的枝葉）的垃圾箱。

## 用途
綠色垃圾可用來添加，以提高由工業產生，用作表土物質的品質及其可持續性，以及改進污水處理所產生淤泥的衛生和效率。

### 人工表土
綠色垃圾是許多人工表土（參見表土#production）不可或缺的添加成分，因為既可為植物提供養分，又可增加人工表土的體積（垃圾中包含的木質成分不會很快分解，有增加體積的作用）。將工業廢棄物如飛灰或煤灰等與綠色垃圾混合成表土，不僅可把工業廢棄物另闢用途而不用送往垃圾掩埋場，還可讓綠色垃圾中的養分返回環境。將飛灰與綠色垃圾結合成人工表土，可提高其保有水分的能力，同時又把兩種廢棄物回收再利用，一舉數得。

### 污水淤泥
綠色垃圾也可與處理污水後產生的淤泥混合，經堆肥作用後使用，為污水處理作業提供安全、有環境可持續性的選項。綠色垃圾和污水淤泥混合，經過堆肥作用後，可將淤泥中的病原體和污染物消除，而降低其對環境的風險程度。把綠色垃圾中的生活垃圾以堆肥方式處理，不僅可減少垃圾焚燒和掩埋的作業，也有把有機廢棄物送回環境的作用。這些混合堆肥通常可安全用於農業用途。

### 可再生能源

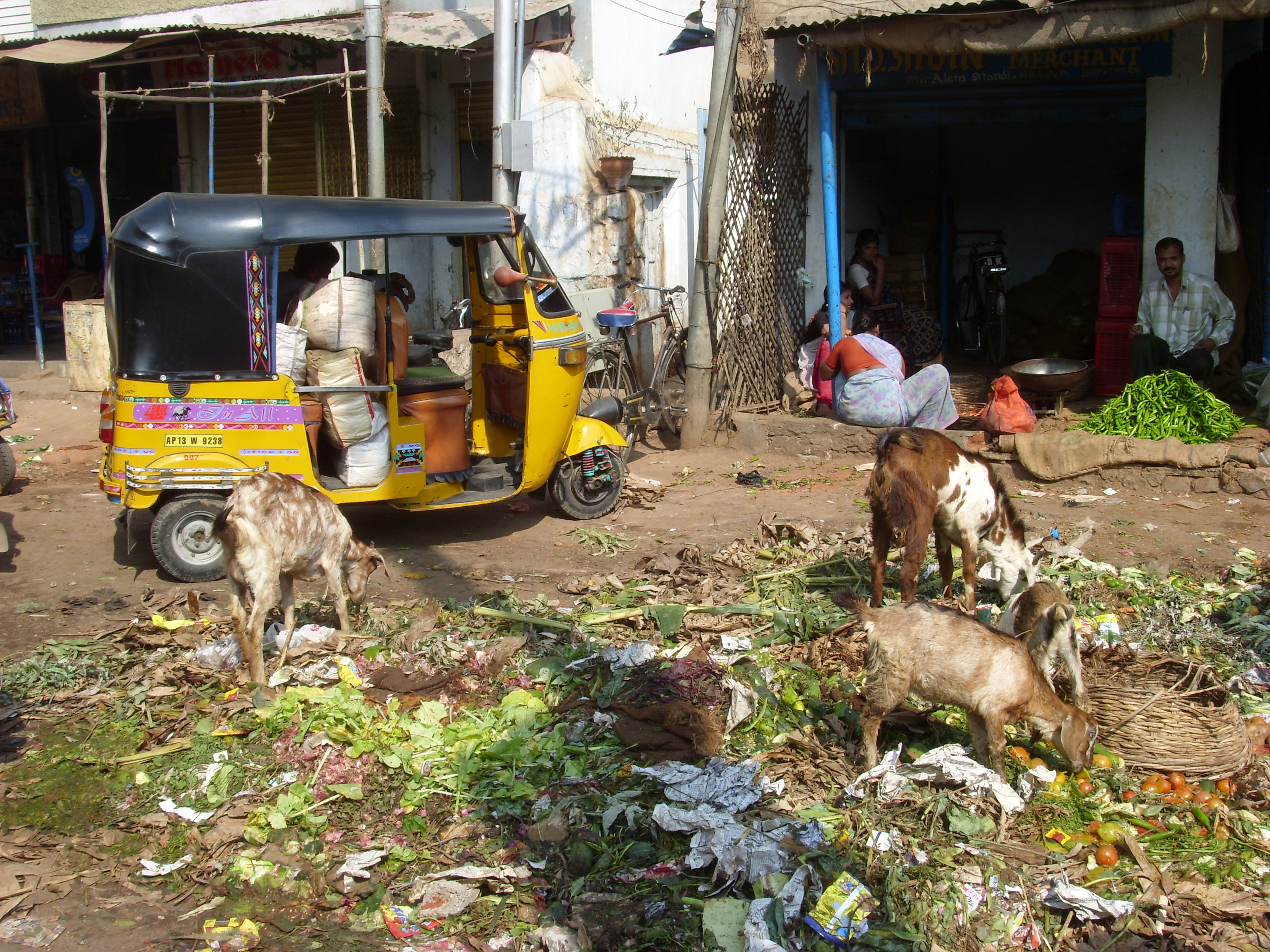
棄置於印度海德拉巴市場內的蔬菜廢棄物。

從利用生物降解的綠色垃圾中收集的生物燃氣（沼氣）可作燃料使用。綠色垃圾中也包含有非糧食作物，這類材料可經分解而產纖維素乙醇，有助於減少化石燃料的需求，而燃燒化石燃料會產生大量溫室氣體（例如二氧化碳）。

### 土壤健康
綠色垃圾產生的堆肥也與抑制土壤傳播疾病（例如影響溫室和大型農場等之內作物的猝倒病和根腐病）有關。這種抑制疾病的能力對缺乏技術或是不具購買昂貴肥料經費的國家/地區可產生積極的影響。
但把含有重金屬殘留物和顆粒的堆肥添加到土壤中，會提高土壤中的重金屬含量，並增加其轉移到種植於其上植物的可能性。當將綠色垃圾堆肥添加到土壤時，種植於其上的植物，與僅使用污水淤泥組成的堆肥相比，吸收重金屬的數量會較少，而可保護消費者和環境免受重金屬在當地土壤和植物中長期累積而造成的生物放大作用。